# Ribeira de Quarteira
Ribeira de Quarteira é uma ribeira de Portugal que nasceu da confluência das riberias de Alte e Algibre, ao norte de Paderne, e desagua em Quarteira, na marina de Vilamoura. Tem 28,7 quilómetros de comprimento.